# Campionati Internazionali di Sicilia 2004 - Qualificazioni singolare
Le qualificazioni del singolare dei Campionati Internazionali di Sicilia 2004 sono state un torneo di tennis preliminare per accedere alla fase finale della manifestazione. I vincitori dell'ultimo turno sono entrati di diritto nel tabellone principale. In caso di ritiro di uno o più giocatori aventi diritto a questi sono subentrati i lucky loser, ossia i giocatori che hanno perso nell'ultimo turno ma che avevano una classifica più alta rispetto agli altri partecipanti che avevano comunque perso nel turno finale.
Le qualificazioni del torneo Campionati Internazionali di Sicilia 2004 prevedevano 32 partecipanti di cui 4 sono entrati nel tabellone principale.

## Teste di serie
1. Nicolás Almagro (Qualificato)
2. Alessio Di Mauro (Qualificato)
3. Galo Blanco (Qualificato)
4. Daniel Gimeno Traver (ultimo turno)

1. Fernando Vicente (primo turno)
2. Giorgio Galimberti (secondo turno)
3. Mariano Puerta (Qualificato)
4. Juan Antonio Marín (primo turno)

## Qualificati
1. Nicolás Almagro
2. Alessio Di Mauro

1. Galo Blanco
2. Mariano Puerta

## Tabellone

### Legenda
| - Q = Qualificato - WC = Wild card - LL = Lucky loser | - ALT = Alternate - SE = Special Exempt - PR = Protected Ranking | - w/o = Walkover - r = Ritirato - d = Squalificato |

### Sezione 1
|  | Primo turno       | Primo turno       | Primo turno      | Primo turno | Primo turno |  |  | Secondo turno    | Secondo turno    | Secondo turno    | Secondo turno | Secondo turno |   |    | Ultimo turno | Ultimo turno    | Ultimo turno    | Ultimo turno | Ultimo turno |  |
|  |                   |                   |                  |             |             |  |  |                  |                  |                  |               |               |   |    |              |                 |                 |              |              |  |
|  |                   |                   |                  |             |             |  |  |                  |                  |                  |               |               |   |    |              |                 |                 |              |              |  |
|  |                   |                   |                  |             |             |  |  | 1                | Nicolás Almagro  | Nicolás Almagro  | 6             | 6             |   |    |              |                 |                 |              |              |  |
|  | Sascha Kloer      | Sascha Kloer      | Sascha Kloer     | 6           | 6           |  |  |                  | Sascha Kloer     | Sascha Kloer     | 4             | 3             |   |    |              |                 |                 |              |              |  |
|  | Claudio Garda     | Claudio Garda     | Claudio Garda    | 0           | 1           |  |  |                  |                  |                  |               |               |   |    | 1            | Nicolás Almagro | Nicolás Almagro | 6            | 7            |  |
|  | Francesco Caputo  | Francesco Caputo  | 7                | 64          | 6           |  |  |                  |                  |                  | Leoš Friedl   | Leoš Friedl   | 2 | 63 |              |                 |                 |              |              |  |
|  | Alessandro Ciappa | Alessandro Ciappa | 5                | 7           | 2           |  |  | Francesco Caputo | Francesco Caputo | Francesco Caputo | 3             | 1             |   |    |              |                 |                 |              |              |  |
|  |                   | Leoš Friedl       | Leoš Friedl      | 6           | 7           |  |  | Leoš Friedl      | Leoš Friedl      | Leoš Friedl      | 6             | 6             |   |    |              |                 |                 |              |              |  |
|  | 5                 | Fernando Vicente  | Fernando Vicente | 2           | 5           |  |  |                  |                  |                  |               |               |   |    |              |                 |                 |              |              |  |

### Sezione 2
|  | Primo turno           | Primo turno           | Primo turno           | Primo turno    | Primo turno |  |  | Secondo turno | Secondo turno         | Secondo turno         | Secondo turno  | Secondo turno |     |   | Ultimo turno | Ultimo turno     | Ultimo turno | Ultimo turno | Ultimo turno |  |
|  |                       |                       |                       |                |             |  |  |               |                       |                       |                |               |     |   |              |                  |              |              |              |  |
|  |                       |                       |                       |                |             |  |  |               |                       |                       |                |               |     |   |              |                  |              |              |              |  |
|  |                       |                       |                       |                |             |  |  | 2             | Alessio Di Mauro      | Alessio Di Mauro      | 6              | 6             |     |   |              |                  |              |              |              |  |
|  | Bartolome Salva-Vidal | Bartolome Salva-Vidal | Bartolome Salva-Vidal | 6              | 6           |  |  |               | Bartolome Salva-Vidal | Bartolome Salva-Vidal | 3              | 4             |     |   |              |                  |              |              |              |  |
|  | Giovanni Valenza      | Giovanni Valenza      | Giovanni Valenza      | 2              | 0           |  |  |               |                       |                       |                |               |     |   | 2            | Alessio Di Mauro | 3            | 7            | 6            |  |
|  | Simone Bolelli        | Simone Bolelli        | Simone Bolelli        | Simone Bolelli | 3           |  |  |               |                       |                       | Simone Bolelli | 6             | 611 | 2 |              |                  |              |              |              |  |
|  | Jan Hájek             | Jan Hájek             | Jan Hájek             | Jan Hájek      | 0r          |  |  |               | Simone Bolelli        | Simone Bolelli        | 6              | 7             |     |   |              |                  |              |              |              |  |
|  | 6                     | Giorgio Galimberti    | Giorgio Galimberti    | 6              | 6           |  |  | 6             | Giorgio Galimberti    | Giorgio Galimberti    | 0              | 6             |     |   |              |                  |              |              |              |  |
|  |                       | Fabio Fazzari         | Fabio Fazzari         | 0              | 0           |  |  |               |                       |                       |                |               |     |   |              |                  |              |              |              |  |

### Sezione 3
|  | Primo turno         | Primo turno         | Primo turno         | Primo turno | Primo turno |  |  | Secondo turno       | Secondo turno       | Secondo turno  | Secondo turno    | Secondo turno    |   |   | Ultimo turno | Ultimo turno | Ultimo turno | Ultimo turno | Ultimo turno |  |
|  |                     |                     |                     |             |             |  |  |                     |                     |                |                  |                  |   |   |              |              |              |              |              |  |
|  |                     |                     |                     |             |             |  |  |                     |                     |                |                  |                  |   |   |              |              |              |              |              |  |
|  |                     |                     |                     |             |             |  |  | 3                   | Galo Blanco         | Galo Blanco    | 6                | 7                |   |   |              |              |              |              |              |  |
|  | Alberto Brizzi      | Alberto Brizzi      | Alberto Brizzi      | 6           | 6           |  |  |                     | Alberto Brizzi      | Alberto Brizzi | 4                | 68               |   |   |              |              |              |              |              |  |
|  | Mirko Alonzo        | Mirko Alonzo        | Mirko Alonzo        | 2           | 3           |  |  |                     |                     |                |                  |                  |   |   | 3            | Galo Blanco  | Galo Blanco  | 7            | 6            |  |
|  | Oscar Serrano-Gamez | Oscar Serrano-Gamez | Oscar Serrano-Gamez | 6           | 6           |  |  |                     |                     |                | František Čermák | František Čermák | 5 | 4 |              |              |              |              |              |  |
|  | Germano Giacalone   | Germano Giacalone   | Germano Giacalone   | 1           | 0           |  |  | Oscar Serrano-Gamez | Oscar Serrano-Gamez | 7              | 4                | 0                |   |   |              |              |              |              |              |  |
|  |                     | František Čermák    | František Čermák    | 7           | 6           |  |  | František Čermák    | František Čermák    | 5              | 6                | 6                |   |   |              |              |              |              |              |  |
|  | 8                   | Juan Antonio Marín  | Juan Antonio Marín  | 65          | 3           |  |  |                     |                     |                |                  |                  |   |   |              |              |              |              |              |  |

### Sezione 4
|  | Primo turno          | Primo turno          | Primo turno         | Primo turno | Primo turno |  |  | Secondo turno | Secondo turno        | Secondo turno        | Secondo turno  | Secondo turno  |   |   | Ultimo turno | Ultimo turno         | Ultimo turno         | Ultimo turno | Ultimo turno |  |
|  |                      |                      |                     |             |             |  |  |               |                      |                      |                |                |   |   |              |                      |                      |              |              |  |
|  |                      |                      |                     |             |             |  |  |               |                      |                      |                |                |   |   |              |                      |                      |              |              |  |
|  |                      |                      |                     |             |             |  |  | 4             | Daniel Gimeno Traver | Daniel Gimeno Traver | 6              | 7              |   |   |              |                      |                      |              |              |  |
|  | Javier Garcia-Sintes | Javier Garcia-Sintes | 6                   | 2           | 7           |  |  |               | Javier Garcia-Sintes | Javier Garcia-Sintes | 2              | 63             |   |   |              |                      |                      |              |              |  |
|  | Simone Vagnozzi      | Simone Vagnozzi      | 4                   | 6           | 5           |  |  |               |                      |                      |                |                |   |   | 4            | Daniel Gimeno Traver | Daniel Gimeno Traver | 3            | 612          |  |
|  | Antonio Comporto     | Antonio Comporto     | Antonio Comporto    | 6           | 6           |  |  |               |                      | 7                    | Mariano Puerta | Mariano Puerta | 6 | 7 |              |                      |                      |              |              |  |
|  | Francesco Nicoletti  | Francesco Nicoletti  | Francesco Nicoletti | 1           | 0           |  |  |               | Antonio Comporto     | Antonio Comporto     | 0              | 0              |   |   |              |                      |                      |              |              |  |
|  | 7                    | Mariano Puerta       | 6                   | 64          | 6           |  |  | 7             | Mariano Puerta       | Mariano Puerta       | 6              | 6              |   |   |              |                      |                      |              |              |  |
|  |                      | Jan Mašík            | 4                   | 7           | 3           |  |  |               |                      |                      |                |                |   |   |              |                      |                      |              |              |  |